# 薬師寺容子
薬師寺 容子（やくしじ ようこ、本名並びに旧姓名：安井規子（やすい のりこ）1974年12月31日 - ）は、日本の元女優。東京都東村山市出身。堀越高等学校卒業。
1986年、雑誌「なかよし」で行われたキャンペーンガール「ミスあんみつ姫」に選ばれる。その後は雑誌「プチセブン」専属モデルを経て、映画『もうひとつの原宿物語』の主演で注目を集める。
所属事務所は「ハローマイク」⇒「UPS」⇒「Mオフィス」と移り、2010年の2月にMオフィスを離れてからは実質的な引退状態にある。
既婚者。2002年第一子、2006年に第二子を出産している。

## 出演作品

### テレビ番組
- 熱帯夜・16TEEN（レギュラー）
- 危険な乗客
- 超常怪奇スペシャル 矢追純一の異次元ワールド「噂の委員会」
- 世にも奇妙な物語・冬の特別編「潜在能力」
- セカンド・チャンスレギュラー
- 100億の男（レギュラー）
- インタラクティブドラマ「処刑ショー」（主演）

### 映画
- もうひとつの原宿物語（主演）→ドラマ『南くんの恋人』(1994年)のワンシーンで使用された。
- 釣りバカ日誌6
- 釣りバカ日誌7
- SF サムライ・フィクション

### CM
- シャープ『S-VHSビデオムービー』（1988年）
- 日清製粉『Cシャーベット』
- 愛知銀行
- 日東あられ『つぶもち』
- 花王『ブラッシングケア』
- KEEP [注釈 1] ビデオテープ『HQS』（1990年）
- アメリカンホームダイレクト

### 舞台
- 若草物語
- ウインズ オブ ゴッド
- パワーオブ ウーマン
- アーリータイムリーズ
- エルカンパニー
- 劇庵

## CD
※いずれもTDKコアより発売

### シングル
- 原宿物語 / 恋かもしれない 愛かもしれない（1990年10月25日・TDDT-1014）
- 恋はバイ・ユア・サイド / 「でもね…」（1991年9月10日・TDDT-1023）
- きっとあえる / たしかなこと（1992年10月10日・TDDT-1029）[注釈 3]

### アルバム
- Flower Rain（1990年12月10日・TDCT-1007）

1. 原宿物語
2. Flower Rain
3. でもね…
4. 鏡の中の鏡
5. 恋かもしれない 愛かもしれない
6. 僕の黄色い長ぐつ
7. 思い出に抱かれて
8. 夏の星座
9. 今だけの冒険
10. 握手して

### 書籍
- Perfect Book（1990年、JICC出版局）
- 「あなたのそばにずっと・・・」（1991年、近代映画社）